# Mercedes-Benz S-Klasse

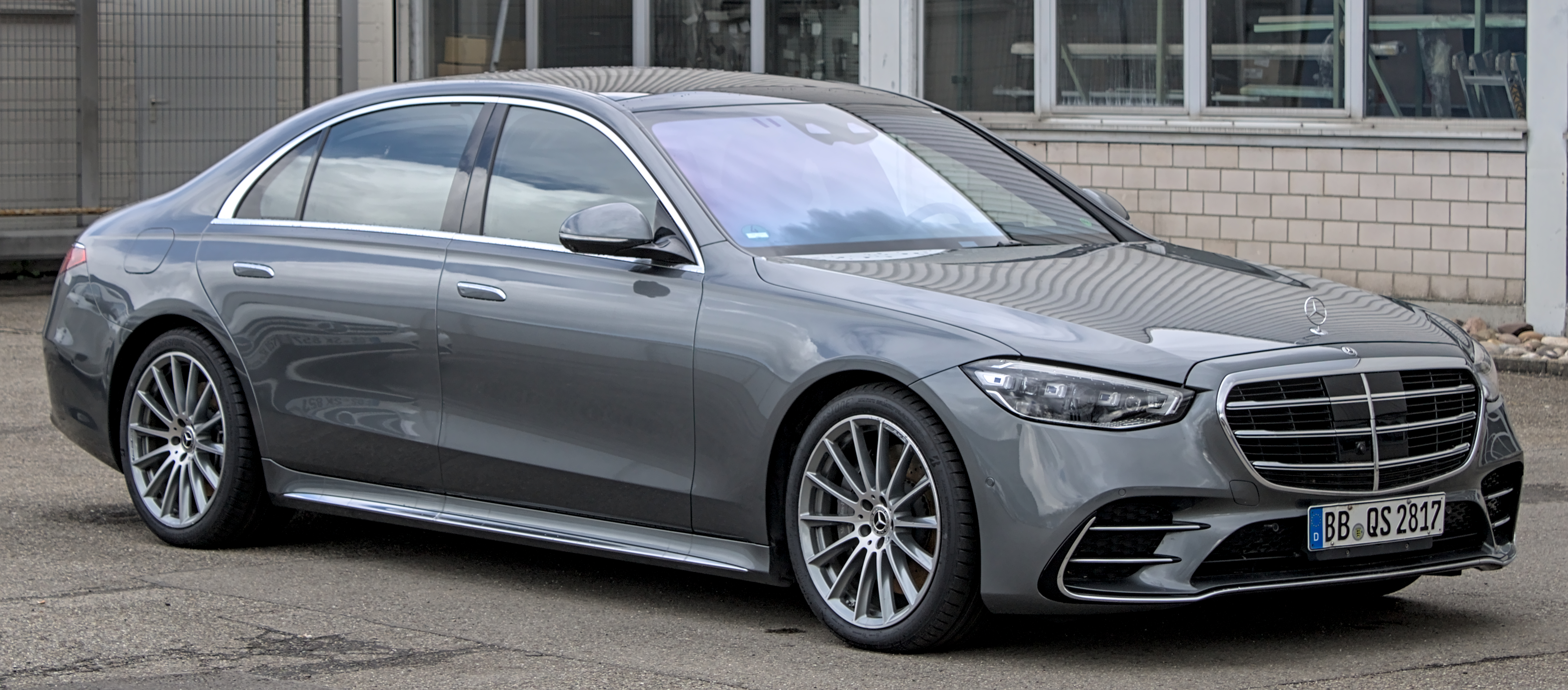
Aktuelle S-Klasse-Limousine: die Baureihe 223

S-Klasse bezeichnet die Oberklasse der Automarke Mercedes-Benz. Sie steht für luxuriöse Limousinen und Coupés.

## Geschichte
Im Herbst 1972 erschien mit der Baureihe 116 die erste offiziell von Mercedes-Benz (MB) so bezeichnete S-Klasse. Bereits vorher hatten die Spitzenmodelle von Mercedes-Benz die Bezeichnung S getragen. Im Mai 2013 erschien die zehnte Generation der S-Klasse.
Das Coupé der S-Klasse, das es erstmals zur Baureihe 126 gab, wurde ab Herbst 1992 (Baureihe C 140), von 1999 bis 2006 (Baureihe C 215) und von 2006 bis 2013 (Baureihe C 216)  stilistisch eigenständiger und trägt seit Mitte 1996 den Namen CL-Klasse. Mit dem C 217 wurde von 2014 bis 2020 wieder ein als S-Klasse Coupé bezeichnetes Modell vermarktet, die optische Eigenständigkeit des Coupés ist jedoch, wie im Automobilbau mittlerweile üblich, geblieben. 2015 präsentierte Mercedes-Benz dann zusätzlich das S-Klasse Cabriolet. Beide Versionen bekamen 2020 keinen Nachfolger.
Im September 2020 war die Premiere der elften Generation. Im April 2021 wurde das batterieelektrische  Pendant EQS vorgestellt.

## Begriffsübertragung und Besonderheiten
Erst mit der Einführung der Baureihe 116 im September 1972 war in den Prospekten von der „S-Klasse“ (Sonderklasse) die Rede, manchmal wurde bzw. wird der Vorgänger – die Baureihen W 108/109 – als „Alte S-Klasse“ bezeichnet. Mercedes-Benz bezeichnet die Modelle W 108/109 als „die eigentliche Geburtsstunde der S-Klasse, auch wenn man sie damals noch nicht so nannte.“ (Zitat aus Werbevideo zur Einführung der Baureihe 221). Harry Niemann schrieb in der „Illustrierten Chronik der Daimler-Benz AG“ (Herausgeber: Daimler-Benz-Konzernarchiv): „Auch wenn die Bezeichnung offiziell erst ab 1972 für die Baureihe 116 verwendet wurde, gelten als erste S-Klassen die Typen 250 S bis 300 SEL 6.3 (1965 bis 1972)“.
Die S-Klasse der Baureihe 220 (1998–2005) zeichnet sich u. a. – mit Ausnahme des S 600, welcher ausschließlich mit Stahlfederung (Active Body Control) erhältlich war – durch eine serienmäßige Luftfederung aus. Diese gilt als aufwendig konstruiert und sehr robust.
Die S-Klasse (221) wird ab Werk als Sonderschutzfahrzeug der Widerstandsklasse B6/B7 angeboten.
Es gibt die S-Klasse (221) auch als Stretchlimousine (S 600 Pullman Guard). Sie ist nur mit der oben genannten Panzerung verfügbar.
Die S-Klasse war in vielen Jahren das welt-, europa- und deutschlandweit meistverkaufte Oberklasse-Fahrzeug. Ausnahmen gab es (wie im Automobilmarkt üblich) gegen Ende und zu Anfang eines Modellzyklus. Zwei Beispiele: auf dem deutschen Markt wurden 2004 mehr BMW 7er als S-Klasse-Fahrzeuge verkauft; 2012 wurden mehr BMW 7er und mehr Audi A8 als S-Klassen verkauft.

## Baureihen
| Bezeichnung   | Bauzeit   | Stückzahl | Einstiegspreis (ca. inkl. USt) | Einstiegspreis Inflationsbereinigt | Länge   | Breite  | Höhe    | Radstand | Leergewicht |
| ------------- | --------- | --------- | ------------------------------ | ---------------------------------- | ------- | ------- | ------- | -------- | ----------- |
| Baureihe 116: | 1972–1980 | 473.035   | 23.800 DM                      | 46.226 €                           | 4960 mm | 1870 mm | 1410 mm | 2860 mm  | 1660 kg     |
| Baureihe 126: | 1979–1991 | 818.036   | 35.900 DM                      | 49.735 €                           | 4995 mm | 1820 mm | 1407 mm | 2935 mm  | 1510 kg     |
| Baureihe 140: | 1991–1998 | 406.532   | 79.000 DM                      | 77.673 €                           | 5113 mm | 1886 mm | 1486 mm | 3040 mm  | 1890 kg     |
| Baureihe 220: | 1998–2005 | 484.683   | 113.000 DM                     | 92.986 €                           | 5038 mm | 1855 mm | 1444 mm | 2965 mm  | 1810 kg     |
| Baureihe 221: | 2005–2013 | 537.519   | 72.000 €                       | 105.346 €                          | 5079 mm | 1872 mm | 1473 mm | 3035 mm  | 1880 kg     |
| Baureihe 222: | 2013–2020 | > 500.000 | 80.000 €                       | 102.505 €                          | 5116 mm | 1899 mm | 1494 mm | 3035 mm  | 1925 kg     |
| Baureihe 223: | seit 2020 |           | 98.000 €                       | 116.899 €                          | 5179 mm | 1954 mm | 1503 mm | 3106 mm  | 1995 kg     |

## Technische Besonderheiten
Die S-Klasse ist bis heute immer wieder Innovationsträger moderner Automobiltechnik gewesen. Sie brachte als hochpreisiger Vorreiter Neuerungen in den Markt, die anschließend zum Teil weite Verbreitung fanden.
| Typ 220, Baureihe 187 (1951 bis 1954):                                         | - Neu konstruierter Sechszylindermotor mit oben liegender Nockenwelle - Sicherheitszapfenschloss gegen das Aufspringen der Türen - Heizgebläse erhältlich - Duplex-Trommelbremsen vorne | Baureihe 187 |
| Typen 220 a, 219, 220 S und 220 SE, Baureihen 105/128/180 (1954 bis 1959)      | - Selbsttragende Karosserie in Pontonform - Fahrschemel-Vorderradaufhängung - Eingelenkpendelachse mit tiefgelegtem Drehpunkt - Bremstrommeln mit „Turbokühlung“ - Hydraulisch-automatische Kupplung „Hydrak“ | Baureihe 180 |
| Typen 220 b, 220 Sb, 220 SEb, 300 SE, Baureihen 111 und 112 (1959 bis 1965)    | - Sicherheitsfahrgastzelle mit Knautschzonen (vorne und hinten) - Gepolstertes Lenkrad - Keilzapfen-Türschlösser - Scheibenbremsen (300 SE) - Dreipunktgurte - Viergang-Automatikgetriebe (K4 mit hydraulischer Kupplung) - Luftfederung (300 SE) - Langversion lieferbar (300 SE) | Baureihe 111 |
| Typen 250 S – 300 SE, 300 SEL – 300 SEL 6.3, Baureihen 108/109 (1965 bis 1972) | - Erste S-Klasse mit 8-Zylinder-Motor - Patentierte Sicherheitslenkung - Vollelektronisches Einspritzsystem (Bosch-D-Jetronic Multipointeinspritzung) - Hydropneumatische Ausgleichsfeder an der Hinterachse | Baureihe 108 |
| S-Klasse Baureihe 116 (1972 bis 1980)                                          | - Antiblockiersystem (ABS) ab 1978 - Mercedes’ größter Nachkriegs-Personenwagenmotor mit 6,8 Liter Hubraum im 450 SEL 6.9 - Doppelquerlenker-Vorderachse aus dem Erprobungsfahrzeug C 111 - Dreipunktgurte im Fond (optional) - Kraftstofftank kollisionsgeschützt über Hinterachse eingebaut - Automatikgetriebe erstmals mit hydraulischem Wandler (W3 bzw. W4) - Sicherheits-Innenraum - Erste Oberklasse-Limousine mit Dieselmotor (300 SD) | Baureihe 116 |
| S-Klasse Baureihe 126 (1979 bis 1991)                                          | - Neues Sicherheitskonzept, erfüllt weltweit als erstes Serienfahrzeug das Kriterium des asymmetrischen Frontalaufpralls (offset crash) - Fahrer-Airbag und Gurtstraffer ab 1981 - Beifahrer-Airbag ab 1985 - Automatisches Sperrdifferenzial - Antriebsschlupfregelung (ASR) | Baureihe 126 |
| S-Klasse Baureihe 140 (1991 bis 1998)                                          | - Vernetzung einiger Steuergeräte über den CAN-Bus - Kennzeichnung auch kleinster Kunststoffteile nach Sorten, um das Recycling zu verbessern - Sprachsteuerung (Linguatronic) für die sprecherunabhängige Steuerung des Autotelefons - Elektronische Einparkhilfe (Parktronic) - Elektronisches Stabilitätsprogramm (ESP) - Doppelglasscheiben, um die Wärme-, vor allem aber die Schalldämmung zu verbessern - automatisches Notrufsystem Tele-Aid - Erste S-Klasse mit einem V12-Triebwerk (600 SE/600 SEL bzw. S 600/S 600 L) mit 300 kW bzw. 290 kW ab Modelljahr 1994 | Baureihe 140 |
| S-Klasse Baureihe 220 (1998 bis 2005)                                          | - Abstandsregeltempomat Distronic - schlüsselloses Zugriff- und Startberechtigungssystem Keyless Go - präventives Sicherheitssystem Pre-Safe - Airmatic – Luftfederung an allen 4 Rädern mit adaptiver Dämpfung und Niveauregulierung vorne und hinten - TV mit Videotext – auch während der Fahrt für die Fondpassagiere - Heckdeckelfernschließung – Heckdeckel öffnet und schließt hydraulisch - erstmaliger Einsatz einer Zylinderabschaltung von Mercedes-Benz für die Typen S 500 und S 600 - COMAND d. h. Ersteinsatz eines Navigationsgerät mit LC-Bildschirm (4:3), ab 09/2002 16:9-Format - erstmals aktive Steuerung von Stahlfederung und Dämpfung mit Active Body Control (Ersteinsatz im CL-Coupé) | Baureihe 220 |
| S-Klasse Baureihe 221 (2005 bis 2013)                                          | - Nachtsicht-Assistent - Abstandsregeltempomat Distronic Plus mit radargesteuertem Bremsassistenten sowie Pre-Safe-Bremse - Digitale 5.1-Surround-Sound-Anlage - elektronische Einparkhilfe über das Nahbereichsradar - stufenlose Türbremse erstmals bei Mercedes-Benz - adaptives Bremslicht - Splitview-Navigationsdisplay (seit der Modellpflege 06/2009) - Mild-Hybrid-Antrieb mit Lithium-Ionen-Akku und Energierückgewinnung beim Bremsen und im Schubbetrieb - Erste S-Klasse mit Vierzylinder-Motor im S 250 CDI BlueEfficiency mit nur 5,7 Liter Normverbrauch | Baureihe 221 |
| S-Klasse Baureihe 222 (2013 bis 2020)                                          | - Comand Online-System auf Basis der neuesten NTG 5. Eingebaut sind zwei 12,3 Zoll große LC-Bildschirme. - Weltweit erstes Fahrzeug, das ausschließlich über Leuchtdioden verfügt, die die Glühlampen ersetzen. - Weltweit erstes Fahrzeug mit einem vorausschauenden, auf einer Stereokamera basierten aktiven Fahrwerk: Magic Body Control mit Road Surface Scan. - Weltweit erstes Fahrzeug mit einem Geisterfahrerwarnsystem. - Neu entwickelter Kreuzungs-Assistent - Neu entwickelter Spurhalte-Assistent - Fondgurte mit Airbags - Erste S-Klasse mit Plug-In-Hybrid im S 500 Plug-In Hybrid mit 2,8 Liter Normverbrauch                                                                                  | Baureihe 222 |
| S-Klasse Baureihe 223 (seit 2020)                                              | - Erstmals ist für die S-Klasse eine Allradlenkung erhältlich. - Mit Hilfe von Kameras und Künstlicher Intelligenz soll der MBUX-Innenraumassistent die Wünsche und Absichten der Insassen erkennen. - Die Software der S-Klasse soll künftig per Over-the-Air-Update aktualisiert werden können. | Baureihe 223 |